# NGC 5447
NGC 5447 je dio galaktike M101 u zviježđu Velikom medvjedu. 

## Vanjske poveznice
- (engl.) SEDS: NGC 5447
- (engl.) Revidirani Novi opći katalog
- (engl.) Izvangalaktička baza podataka NASA-e i IPAC-a
- (engl.) Astronomska baza podataka SIMBAD
- (engl.) VizieR
- DSS-ova slika NGC 5447  Arhivirana inačica izvorne stranice od 9. ožujka 2016. (Wayback Machine)